# Natomas Men's Professional Tennis Tournament 2008
Il Natomas Men's Professional Tennis Tournament 2008 è stato un torneo di tennis facente parte della categoria ATP Challenger Series nell'ambito dell'ATP Challenger Series 2008. Il torneo si è giocato a Sacramento negli USA dal 6 al 12 ottobre 2008 su campi in cemento e aveva un montepremi di $50 000.

## Vincitori

### Singolare
Donald Young ha battuto in finale  Robert Kendrick con il punteggio di 6–4, 6–1

### Doppio
Brian Battistone /  Dann Battistone hanno battuto in finale  John Isner /  Rajeev Ram con il punteggio di 1–6, 6–3, [10–4]